# Нехорошев, Леонид Николаевич
Леонид Николаевич Нехорошев (23 августа 1931, Тбилиси — 16 октября 2014, Москва) — советский и российский кинодраматург, редактор кино, профессор ВГИКа. Заслуженный деятель искусств РСФСР (1982).

## Биография
Родился 23 августа 1931 года в Тбилиси в семье шофёра и домохозяйки.
В школьные годы был членом драматического кружка. Окончив среднюю школу с золотой медалью, получил от министерства культуры Грузинской ССР направление во Всесоюзный государственный институт кинематографии. В 1955 году окончил сценарно-редакторский факультет ВГИКа.
С 1954 по 1982 год работал редактором, главным редактором Первого творческого объединения, главным редактором киностудии «Мосфильм». Был редактором таких фильмов, как «Воскресенье» (реж. М. Швейцер), «А если это любовь?» (реж. Ю. Райзман), «У твоего порога» (реж. В. Ордынский), «Свой среди чужих, чужой среди своих» (реж. Н. Михалков), «Сталкер» (реж. А. Тарковский) и др. Участвовал в качестве сценариста в создании фильма «Баллада о доблестном рыцаре Айвенго», многосерийного телефильма «Михайло Ломоносов» и др.
В 1966 году защитил диссертацию на соискание учёной степени кандидата искусствоведения по теме «Проблемы сюжета в советском киноискусстве».
С 1982 года руководил сценарной мастерской во ВГИКе, читал курс «Теория кинодраматургии». В 1982—1994 годах заведовал кафедрой кинодраматургии ВГИКа. Профессор.
Автор книг «Временем призванные» о военном поколении кинорежиссеров, «Течение фильма» о киносюжете, а также учебника по теории кинодраматургии.
Скончался 16 октября 2014 года в Москве. Похоронен на Троекуровском кладбище, участок 25а.

## Награды
- орден Трудового Красного Знамени (12.04.1974)
- Заслуженный деятель искусств РСФСР (1982)